# Gilbert von Canal

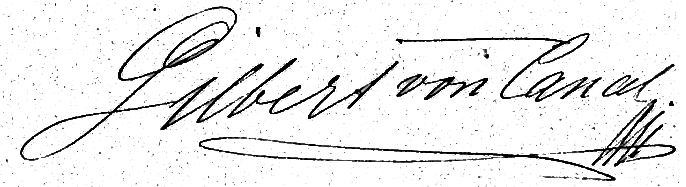
Signatur

Gilbert Stefan Anton Ernst von Canal (* 26. Dezember 1849 in Laibach, Kronland Krain, Kaisertum Österreich; † 8. Dezember 1927 in Dresden, Freistaat Sachsen) war ein österreichischer Landschafts- und Marinemaler sowie Aquarellist der Düsseldorfer Schule.

## Leben

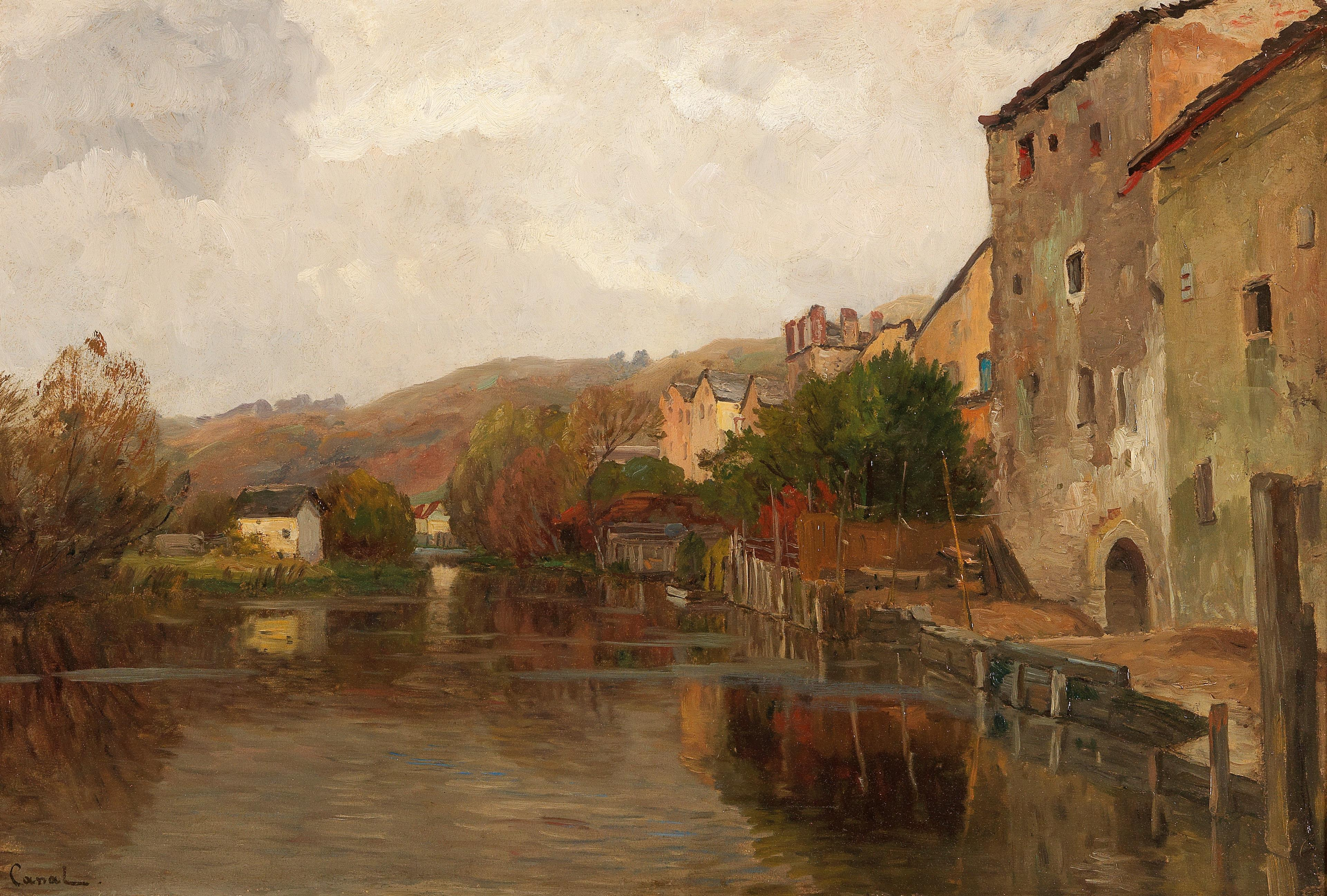
Flusslandschaft mit Häusern

Von Canal studierte kurzzeitig an der Universität Wien und bei Anton Bruckner am Wiener Konservatorium Musik. Eine künstlerische Ausbildung als Maler erhielt er ab 1874 an der Wiener Kunstakademie, wo er von Eduard Peithner von Lichtenfels und Carl Wurzinger unterrichtet wurde. Auf Anregung von Josef Willroider ging er 1878 nach Düsseldorf, wo er bis 1894/1895 lebte, 1881 mit Ida Louise Elisabeth Baum die Ehe einging und von 1882 bis 1894 dem Künstlerverein Malkasten angehörte. Von Düsseldorf aus bereiste er ab 1880 mehrmals Belgien und die Niederlande, auch England und Niederdeutschland. Ab 1894/1895 lebte er in München.

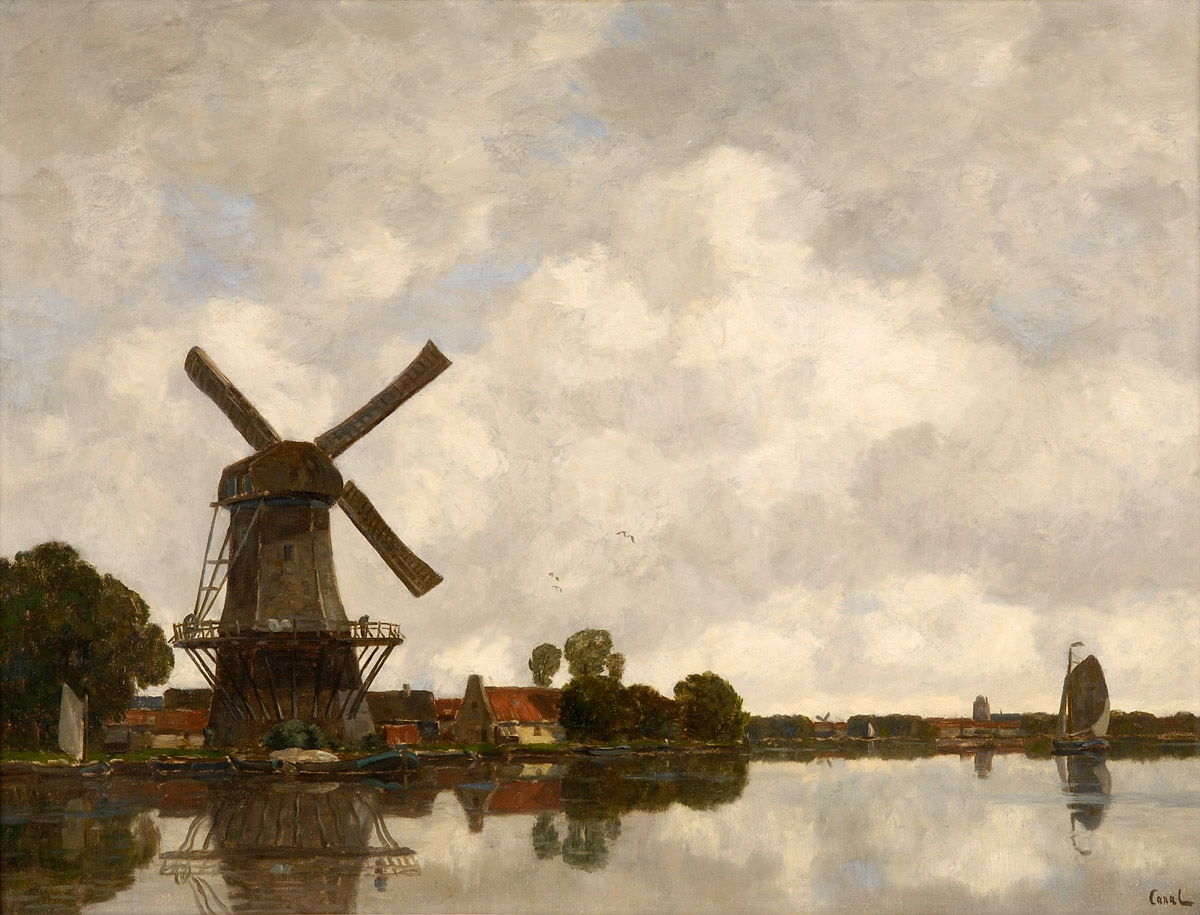
Flusslandschaft mit Windmühle

Von Canal, der in München den Titel königlicher Professor trug, war ein Maler, der von der romantischen Landschaftsauffassung Andreas Achenbachs sowie von der niederländischen Malerei des Goldenen Zeitalters geprägt war und – angelehnt an diese Kunst – stimmungsvolle, landschaftlich eingebettete Ansichten historischer Städte, Dörfer, Burgen, Schlösser und Mühlen sowie Fluss- und Küstenlandschaften schuf. Auf Kunstausstellungen in Berlin (ab 1880), München (ab 1883) und Düsseldorf war er häufig vertreten. Seine Gemälde erwarben viele öffentliche Museen, unter anderem die Neue Pinakothek (Alter Schlossgraben in Westfalen, Abendfriede, Stimmung bei Dordrecht), die Nationalgalerie Berlin (Westfälische Mühle), die Städtische Galerie Düsseldorf (Gewitterstimmung) und das Neue Museum Weimar (Abendstimmung).
Ein Porträt Gilbert von Canals, ehemals in dessen Besitz, malte Ferdinand Brütt im Jahr 1888.